# Bývalý přístav (Šunychl)
Bývalý přístav v Šunychlu, nazývaný také Kopytovský přístav, byl v letech 1975 a 1976 provozován na československé (dnešní české) straně ohybu řeky Odry na česko-polské státní hranici v obci Šunychl ve městě Bohumíně (okres Karviná, Moravskoslezský kraj). Tento malý přístav na pravém břehu řeky Odry byl zbudován u 40 m dlouhého oceli zpevněné nákladové hrany.

## Historie
Na jaře roku 1975 vypluly z bývalého přístavu čtyři říční lodě s nákladem, kterým byly železné trubky, nákladní automobily aj. Na jaře roku 1976 vypluly tři říční lodě. Během plavby 12. března 1976, kdy loď vezla malý náklad o objemu dvou nákladních aut, se musel uměle zvyšovat nízký stav řeky připouštěním z přehrad. Další provoz se kvůli nedostatečným průtokům stal nerentabilní a tak jediný československý přístav na Odře zanikl.

## Další informace
Místo se nachází v Přírodní památce Hraniční meandry řeky Odry na Naučné stezce Hraniční meandry Odry u turistického přístřešku Přístav. Na místě je také informační tabule.